# Утакмице фудбалске репрезентације Мађарске 1988.
| Домаћин | Гост |

Фудбалска репрезентација Мађарске је током 1988. године одиграла једанаест званичних утакмица. Репрезентација Мађарске је у овом периоду одиграла девет пријатељских сусрета и пред крај године две утакмице у квалификацијама за Светско првенство 1990. одржано у Италији. Ове године тимом су руководила два савезна селектора репрезентације. Ласло Балинт је радио као технички директор, он је добио поверење као најуспешнији тренер током последњих година. Ђерђ Мезеи, је био селектор репрезентације на шест мечева, а онда је, сматрајући да је ситуација безнадежна, такође поднео оставку на крају године.
Савезни селектори националног тима у овом периоду су били:
- Ласло Балинт (619 — 623.) (технички директор)
- Ђерђ Мезеи (624 — 629.)[note 1]

## Утакмице
| Мађарска   | 1 : 0 (0 : 0) | Турска |
| ---------- | ------------- | ------ |
| Киприх 90’ | Извештај      |        |

| Белгија                                                | 3 : 0 (0 : 0) | Мађарска |
| ------------------------------------------------------ | ------------- | -------- |
| Кулеманс 53’ (пен) · Фитош 61’ (аг) · Ф. Северјенс 81’ | Извештај      |          |

| Мађарска | 0 : 0    | Енглеска |
| -------- | -------- | -------- |
|          | Извештај |          |

| Мађарска                             | 3 : 0 (1 : 0) | Исланд |
| ------------------------------------ | ------------- | ------ |
| Винце 45’ · Ш. Шалаи 61’ · Ковач 89’ | Извештај      |        |

| Мађарска                | 2 : 2 (1 : 0) | Данска                         |
| ----------------------- | ------------- | ------------------------------ |
| Киприх 15’ · Богнар 85’ | Извештај      | 50’ П. Фриман · 89’ Џ. Ериксен |

| Мађарска | 0 : 4 (0 : 1) | Аустрија                                 |
| -------- | ------------- | ---------------------------------------- |
|          | Извештај      | 20’ 80’ 87’ М. Руперт · 57’ Р. Хазенхитл |

| Аустрија | 0 : 0    | Мађарска |
| -------- | -------- | -------- |
|          | Извештај |          |

| Исланд | 0 : 3 (0 : 3) | Мађарска                  |
| ------ | ------------- | ------------------------- |
|        | Извештај      | 3’ 18’ Киприх · 16’ Винце |

| Мађарска  | 1 : 0 (0 : 0) | Северна Ирска |
| --------- | ------------- | ------------- |
| Винце 85’ | Извештај      |               |

| Грчка                                  | 3 : 0 (1 : 0) | Мађарска |
| -------------------------------------- | ------------- | -------- |
| К. Логодинис 4’ · П. Цалухидис 52’ 54’ | Извештај      |          |

| Малта              | 2 : 2 (0 : 1) | Мађарска                    |
| ------------------ | ------------- | --------------------------- |
| К. Бусутил 46’ 91’ | Извештај      | 7’ Винце · 56’ (пен) Киприх |

## Голгетери у 1988.
| - Јожеф Киприх - Шандор Шалаи - Калман Ковач - Ђерђ Богнар |

## Извори и спољашње везе
- Dénes Tamás-Rochy Zoltán. A 700. után. Rochy és Társa. ISBN 963-04-7169-8.
- Све утакмице репрезентације Мађарске
- Репрезентација Мађарске на фудбалској бази података
- Утакмице репрезентације Мађарске (1988)